# ミケランジェロ・ランプッラ

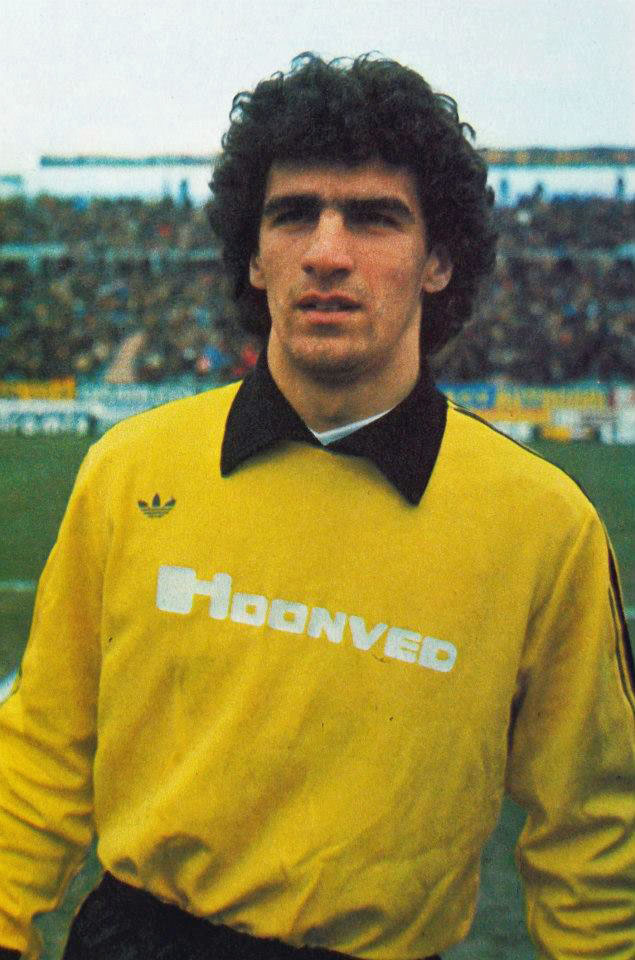
ミケランジェロ・ランプッラ

ミケランジェロ・ランプッラ（Michelangelo Rampulla, 1962年8月10日 - ）は、イタリア・シチリア州パッティ出身の元サッカー選手。ポジションはゴールキーパー。

## 経歴
1992-93シーズンからユヴェントスFCに移籍、1992年から1999年にかけてはアンジェロ・ペルッツィ、その後はエトヴィン・ファン・デル・サールの控えであったが、試合に出れば、鋭い飛び出しで何度もチームの危機を救った。引退後は広州恒大足球倶楽部のGKコーチを務めていた。
1991-92シーズンのアタランタ戦ではヘッドでセリエA史上ゴールキーパーによる第1号となった得点を挙げた選手である（2人目はマッシモ・タイービ）。

## 所属クラブ
- 1979-1980  パッテーゼ
- 1980-1983  ACチェゼーナ
- 1983-1985  ASヴァレーゼ1910
- 1985-1992  クレモネーゼ
- 1992-2002  ユヴェントスFC